# But Beautiful: The Best of Shirley Horn
But Beautiful: The Best of Shirley Horn — сборник лучших песен американской певицы и пианистки Ширли Хорн, выпущенный 11 октября 2005 года на лейбле Verve Records. На альбоме, помимо прочего, также придавлено три концертных записи, сделанных в нью-йоркском «Au Bar» в январе 2005 года.

## Список композиций
| №   | Название                      | Автор(ы)                                 | Длительность |
| --- | ----------------------------- | ---------------------------------------- | ------------ |
| 1.  | «I Just Found Out About Love» | Гарольд Арлен, Джимми Макхью             | 2:27         |
| 2.  | «You Won’t Forget Me»         | Кермит Гоэлл, Фред Шпильман              | 7:10         |
| 3.  | «You Don’t Know Me»           | Эдди Арнольд, Синди Уолкер               | 2:58         |
| 4.  | «The Great City»              | Кёртис Льюис                             | 2:05         |
| 5.  | «Fever»                       | Эдди Кули, Джон Дэвенпорт                | 4:45         |
| 6.  | «If You Love Me»              | Маргерит Монно, Джеффри Парсонс          | 6:04         |
| 7.  | «A Time for Love»             | Джонни Мэндел, Пол Фрэнсис Уэбстер       | 6:45         |
| 8.  | «Come Dance with Me»          | Сэмми Кан, Джеймс Ван Хьюзен             | 2:51         |
| 9.  | «Nice ’N’ Easy» (Live)        | Алан Бергман, Мэрилин Бергман, Лью Спенс | 4:53         |
| 10. | «But Beautiful»               | Джонни Бёрк, Джеймс Ван Хьюзен           | 4:42         |
| 11. | «Here’s to Life»              | Арти Батлер, Филлис Молинари             | 5:37         |

| №                   | Название                                | Автор(ы)                               | Длительность |
| ------------------- | --------------------------------------- | -------------------------------------- | ------------ |
| 12.                 | «Jelly, Jelly» (Live)                   | Билли Экстин, Дюк Хендерсон, Эрл Хайнс | 4:54         |
| 13.                 | «Loads of Love» (Live)                  | Ричард Роджерс                         | 3:07         |
| 14.                 | «I Didn’t Know What Time It Was» (Live) | Лоренц Харт, Ричард Роджерс            | 4:43         |
| Общая длительность: | Общая длительность:                     | Общая длительность:                    | 63:01        |

## Чарты
| Чарт (2005)                                 | Высшая позиция |
| ------------------------------------------- | -------------- |
| США (Billboard Top Jazz Albums)             | 20             |
| США (Billboard Top Traditional Jazz Albums) | 8              |